# Václav Alois Šrůtek
Václav Alois Šrůtek (17. listopadu 1912 Praha – 19. června 2006 Litoměřice) byl český malíř.

## Biografie
Studoval na Karlově univerzitě v Praze obor přírodních věd, kde své studium ukončil doktorátem. Na vysoké škole technické v Praze absolvoval obor profesury kreslení u profesorů Oldřicha Blažíčka a Cyrila Boudy.
Po 2. světové válce v roce 1945 odešel se svou ženou Edinou do Litoměřic kde učil na zdejším gymnáziu. V roce 1948 své působení ve škole ukončil. V roce 1948 kdy vznikl Svaz českých výtvarných umělců se stal jeho členem. V této organizaci zastával funkci poradního člena uměleckých komisí.
Jako malíř byl známý technikou olejomalby, akvarelu a lavírované kresby štětcem. Inspiraci čerpal převážně v krajině Broumovska a Českého středohoří. Zúčastnil se mnohých výstav, samostatných i společných jak v česku tak i v zahraničí.
Měl svůj ateliér v obci Hlinná kde do svých 94 let tvořil.

## Díla
- Pohled na městečko
- Pohled na kostel
- Litoměřice[4]